# Rockingham (North Carolina)
Rockingham is een plaats (city) in de Amerikaanse staat North Carolina, en valt bestuurlijk gezien onder Richmond County.
Het circuit Rockingham Speedway is hier gelegen.

## Demografie
Bij de volkstelling in 2000 werd het aantal inwoners vastgesteld op 9672.
In 2006 is het aantal inwoners door het United States Census Bureau geschat op 9171, een daling van 501 (-5.2%).

## Geografie
Volgens het United States Census Bureau beslaat de plaats een oppervlakte van
19,0 km², waarvan 18,9 km² land en 0,1 km² water. Rockingham ligt op ongeveer 87 m boven zeeniveau.

## Plaatsen in de nabije omgeving
De onderstaande figuur toont nabijgelegen plaatsen in een straal van 24 km rond Rockingham.